# Arceniega
Arceniega antes denominada también Arciniega (oficialmente en euskera: Artziniega) es un municipio español con categoría histórica de villa de la provincia de Álava, en la comunidad autónoma del País Vasco. Se encuentra en el extremo noroeste de la provincia, en el límite con Vizcaya y Burgos, y limita con los municipios de Valle de Mena (Burgos), Gordejuela (Vizcaya) y Ayala (Álava). Se encuentra a 210 metros de altitud, a 27 kilómetros de Bilbao y 55 de Vitoria. Cuenta con una población de 1856 habitantes (INE 2024). 

## Toponimia
Según Salaberri, «procede de *(villa) arsenica 'granja, propiedad de Arsenius', tomando como base el antropónimo Arsenius (Solin & Salomies, 1994: 22). De *Arsenῐca, por asimilación o por evolución romance de la i breve, surgiría *Arseneca, de donde en euskera tendríamos *Arzeneka (> *Arzêeka > *Arzeka), y en romance *Aseniega. Parece que el nombre actual es una mezcla de ambos resultados, del euskérico (de ahí la conservación del grupo vibrante más sibilante, convertida esta segunda en interdental sorda castellana <z>, a partir de la fricativa dorsoalveolar vasca) y del romance (con sonorización de la velar sorda intervocálica y diptongación de la vocal tónica)». Según Urquiola procede «del antropónimo Marcinius, con caída de la M- inicial, + el sufijo -ica, en esta secuencia de evolución romance: *(villa) (M)arcinica > *Arcineca> Arciniega».

## Geografía

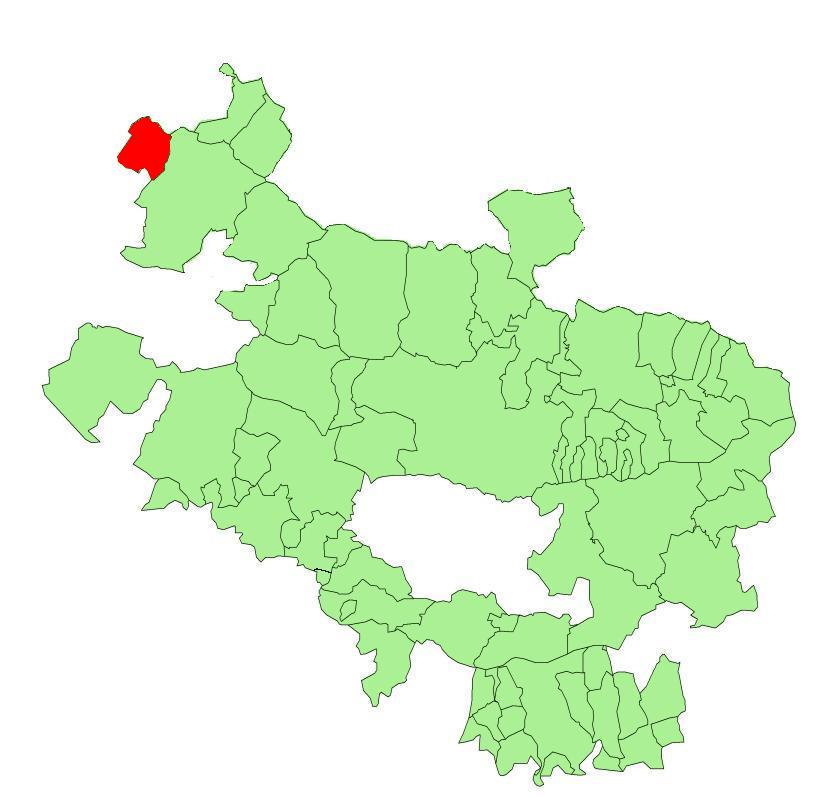
Extensión del municipio en la provincia de Álava

El municipio de Arceniega se encuentra en un entorno de gran belleza paisajística y valor medioambiental, en una zona cantábrica montañosa y cercana a la altiplanicie formadas por sierra Salvada, sierra de Carbonilla, (también denominada sierra de Angulo) y los montes de La Peña. Estas montañas marcan el límite abrupto de la meseta castellana con la vertiente atlántica y son lugares de gran belleza, de densos bosques, acantilados, roquedos y praderas de montaña.
Dentro del término municipal de Arceniega en los alrededores de la villa existen amplias zonas de pastizal salpicadas por algunas huertas. Antaño las zonas cultivadas con trigo, cebada o vid, eran mucho más extensas, fruto de las necesidades de abastecimiento, pero hoy en día la mayoría de esos terrenos son pastos, y muchos de ellos han sido urbanizados en los últimos años. 
En las zonas montañosas hay una importante masa forestal de frondosas características de los quejigales atlánticos, formada por robles, encinas, arces, fresnos y otro tipo de árboles autóctonos. 
En el monte Zaballa, antiguamente denominado Ganzorrotz destaca la presencia de numerosos tejos, llegando a ser tan numerosos en algunos puntos que forman tejedas.
En el monte Otsati se descubrió en 2016 la mayor lorera del País Vasco, a caballo entre Álava y Burgos.
A la entrada del santuario de Nuestra Señora de la Encina y en las inmediaciones de un área recreativa, se puede observar una encina de más de 500 años catalogada como árbol singular.
Los pinares de repoblación ocupan amplias zonas. En las laderas del monte Pando, entre los límites con Gordejuela, Valle de Mena y Mendieta, se pueden observar repoblaciones de pino insigne. En cambio en el monte Peñalba se ha usado el pino lariceo en su ladera sur y en la noreste el pino marítimo, más adaptados a las condiciones de suelo y clima de esa zona.
En todas estas zonas abunda la fauna (jabalíes, corzos, rapaces, liebres, ginetas...).

## Historia

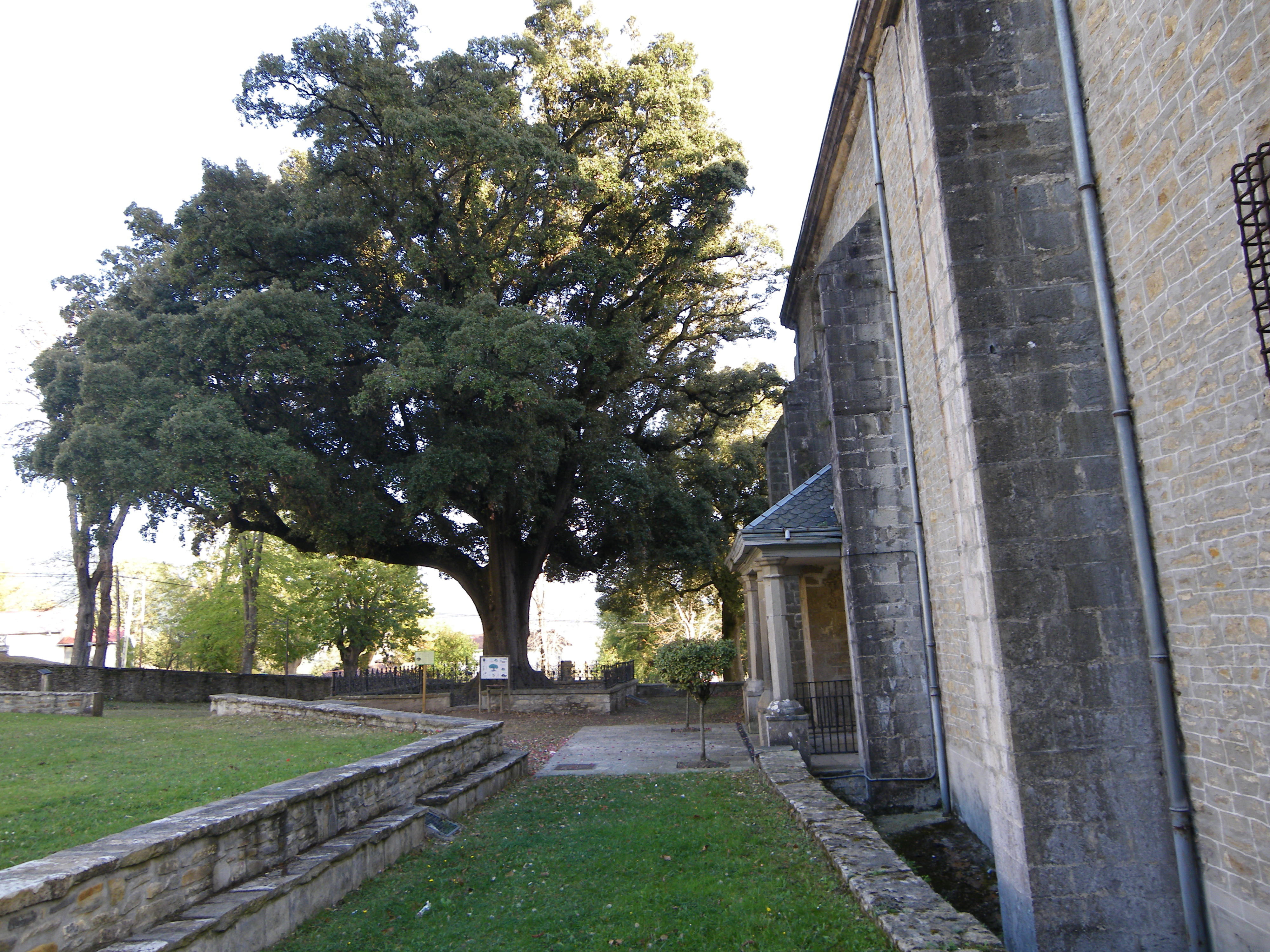
Encina de Arceniega

### Primeros datos y Edad Media
El territorio donde se ubica Arceniega fue poblado desde antiguo. En la Cueva de la Iglesia, en Retes de Tudela, se han encontrado restos humanos prehistóricos, y no lejos de allí, en el barrio de Gordeliz, se encontró en el siglo XVIII una lápida con una inscripción en latín, posiblemente dedicada a una deidad local marina, lo que da fe de la presencia romana por estas tierras.
Así mismo, en las excavaciones realizadas en el santuario de La Encina, se han hallado restos de un asentamiento con cultura material romana fechados entre los siglos IV y VI. En el jardín del mismo santuario, el cual ya data del románico, permaneció hasta mediados de los noventa una estela datada en el siglo IX.
La historia escrita de Arceniega comienza en 1272, cuando el rey de Castilla, Alfonso X El Sabio, concede a Arceniega la carta-puebla. Esta fundación obedece muy probablemente al deseo del Rey de Castilla de fundar una villa a medio camino entre Orduña Y Balmaseda que le permitiera rivalizar con estas villas, pertenecientes a los señores de Vizcaya. Sin embargo, al de poco tiempo, por circunstancias familiares, los propios reyes de Castilla pasarían a ser señores de Vizcaya, por lo que Arceniega no llegó a cumplir su función estratégica y quedó como una villa de segundo orden en cuanto a importancia comercial. Una vez fundada (probablemente sobre un asentamiento humana previo) La Villa se regiría en adelante por el fuero de Vizcaya, el natural de la tierra, y para asuntos económicos y tributarios por el fuero de Vitoria.
Hasta la muerte de Don Tello, perteneció a Vizcaya, pero a su muerte, en 1370, éste lo cede a su hermano el rey Enrique II, que un año después lo entrega a Pedro López de Ayala, el Canciller, junto con los valles de Orozco y Llodio. Fue en época en la que Don Tello controlaba la villa cuando fue sitiada por Pedro Fernández de Velasco, concretamente en 1366.
Tras ello, y hasta 1817, los señores y duques de Ayala (y más tarde los duques de Veragua, Berwick y Liria) tuvieron la prerrogativa de nombrar alcaldes mayores en Arceniega, pero nunca la ejercieron, ya que aunque formalmente formaba parte del señorío de Ayala, en la práctica nunca lo hizo. Mientras perteneció a Vizcaya el Señor nombró los alcaldes, y posteriormente lo vino haciendo el pueblo en concejo abierto.

### Edad Moderna
Durante la Edad Media, al igual que el resto del país, Arceniega vivió marcada por las guerras de bandería entre clanes rivales que luchaban por el control del territorio. Arceniega estaba ubicada en un lugar estratégico de paso comercial entre la meseta y el mar, lo que hacía que hubiera algún linajes de cierta riqueza (los Bengoa, Ortiz de Molinillo-Velasco, Monteano...), pero en realidad las actividades eran de carácter más bien agrícola y ganadero, aspectos en los que Arceniega si tuvo una importancia muy destacada; de hecho, fue una villa de chacolinera de primer orden. En cuanto a las guerra de bandería, la Villa se sucedieron actos violentos, como por ejemplo un intento de asedio. Muestra de esta época violenta es la petición que hacen los ferrones de Arceniega a los Reyes Católicos en 1491, debido a los abusos que sufrían por parte de los Largacha de Iratzagorría, linaje con grandes intereses en el comercio del hierro.
En el siglo XV la Villa se dota de unas ordenanzas que nos dan testimonio de la vida cotidiana y las actividades económicas corrientes: cultivo del trigo, de la vid, la ganadería, los molinos, los oficios urbanos como tejedores, mesoneros, panaderos... Tenía gran importancia ya entonces el mercado semanal, ya que Arceniega ha sido durante su historia el centro económico de la comarca, y también las ferias de septiembre en La Encina, verdaderos acontecimientos que llegaban a durar quince días.
En estas fechas medievales se constituyó un institución supramunicipal importante para Arceniega, la denominada Junta de Ordunte, que agrupaba a la Villa y los pueblos ayaleses colindantes (Mendieta, Retes de Tudela, Santa Coloma y Soxoguti), para dirimir asuntos comunes como el aprovechamiento de los montes y pastos.
Pasados estos primeros años de transición entre la Edad Media y el renacimiento, Arceniega conoce un periodo de expansión en el que se empieza a ocupar espacio extramuros y la riqueza generada por el descubrimiento redunda de manera directa en el desarrollo de la Villa. Son numerosos los arcenieganos que hacen fortuna en las Américas. Así, en 1590, el bachiller Pedro Sáenz de Ubaldi funda un hospital frente a la parroquia, que posteriormente fue trasladado al cantón de Zubiaur, y más tarde al barrio de Arenaza, donde permaneció hasta mediado el siglo XX. Otro hecho a destacar es la fundación de las escuelas de Arceniega, como donación de Pedro de Oribe Salazar en el año 1608.
En esta época suceden en Arceniega acontecimientos históricos curiosos, como los litigios sostenidos con algunos jóvenes de Arceniega que rehusaban hacer el servicio militar, o el rechazo que sufrió en las Juntas Generales de Álava el procurador de Arceniega en 1674 al desconocer el castellano.

### Edad Contemporánea
Durante los siglos XVIII y XIX, la villa de Arceniega se consolida como centro comercial de la comarca natural de la que es cabeza. En 1814 se procede a la urbanización de la Goiko Plaza, y posteriormente de la subida de La Encina. Es la época en que en los terrenos cercanos al centro se construyen casas y palacios de las familias pudientes de Arceniega, actualmente residentes en Madrid o Bilbao.
En la segunda mitad del siglo XIX Arceniega sufre una gran transformación en cuanto a infraestructuras, ya que gracias a la iniciativa de vecinos y autoridades se realizaron obras propias de una población más grande, como el nuevo edificio del ayuntamiento, el mercado cubierto y el casino de Arceniega.
Durante la última guerra carlista, Arceniega sufrió combates y fueron quemados el archivo y el registro civil de la Villa, perdiéndose importantes documentos. En la guerra civil española Arceniega también se vio envuelta en la contienda y fue testigo del avance de las tropas sublevadas por sus tierras durante 1937. Arceniega en un principio quedó fuera de la zona nacional (a diferencia de la mayoría de la provincia de Álava), pero el avance de los sublevados hacia Bilbao la hizo caer. Con la entrada de las tropas sublevadas, el alcalde de Arceniega, Juan Zabalgoitia, del PNV, fue hecho preso, condenado a cárcel y trasladado a la prisión de El Puerto de Santa María.
En los últimos años de la dictadura se produjo en Arceniega la urbanización de terrenos cercanos a la Villa, y surgieron los nuevos barrios de Eguzkimendi, Arenaza o El Palacio. Este crecimiento urbano se ha acelerado enormemente en los últimos años, lo que ha supuesto un aumento de población muy grande hasta situar al municipio en los 1700 habitantes aproximadamente, aunque existe una población flotante muy numerosa.

## Demografía
Arceniega cuenta con una población de 1856 habitantes (INE 2024).
| Gráfica de evolución demográfica de Arceniega entre 1842 y 2021 |
| |
| Población de derecho según los censos de población del INE Población de hecho según los censos de población del INEEn este censo se denominaba Arceniega: 1842, 1970 y 1981 En estos censos se denominaba Arciniega: 1857, 1860, 1877, 1887, 1897, 1900, 1910, 1920, 1930, 1940, 1950 y 1960 |

| Gráfica de evolución demográfica de Arceniega entre 1988 y 2021 |
|                                                                 |

## Administración y política

### Gobierno municipal
El primer alcalde elegido por sufragio tras la dictadura franquista fue José María Elejalde, de la UCD, y posteriormente Imanol Aretxabala, del PNV, que dirigió el consistorio desde 1983 hasta 2007, con un pequeño paréntesis en que fue alcalde Juan José Cagigas. El relevo de Imanol Aretxabala lo tomó Agurtzane Llano, también del Partido Nacionalista Vasco tras las elecciones del 27 de mayo de 2007, aunque con una exigua mayoría de 3 concejales sobre un total de 9. Tras las elecciones de 2011 volvió a salir alcaldesa Agurtzane Llano (PNV- 4 concejales, Bildu- 3 concejales y PP -2 concejales), siendo relevada en las elecciones de 2015 por Íñigo Gómez, también del PNV.
En las elecciones de 2019 fue elegido alcalde Joseba Vivanco Retes de EH-Bildu (EH-Bildu- 5 concejales, PNV- 3 concejales, PP- 1 concejal).
| Partido político                                              | 2019  | 2019       | 2015  | 2015       | 2011  | 2011       | 2007  | 2007       | 2003        | 2003        | 1999  | 1999       | 1995  | 1995       |
| Partido político                                              | %     | Concejales | %     | Concejales | %     | Concejales | %     | Concejales | %           | Concejales  | %     | Concejales | %     | Concejales |
| Euskal Herria Bildu (EH Bildu)-Bildu                          | 47,09 | 5          | 41,01 | 4          | 33,27 | 3          | —     | —          | —           | —           | —     | —          | —     | —          |
| Euzko Alderdi Jeltzalea-Partido Nacionalista Vasco (EAJ-PNV)  | 36,24 | 3          | 39,96 | 4          | 42,11 | 4          | 33,86 | 3          | 49,08       | 5           | 36,77 | 4          | 31,64 | 4          |
| Partido Popular del País Vasco (PP)                           | 10,34 | 1          | 12,28 | 1          | 17,68 | 2          | 17,44 | 2          | 22,52       | 2           | 24,89 | 2          | 24,88 | 3          |
| Partido Socialista de Euskadi-Euskadiko Ezkerra (PSE-EE PSOE) | 4,12  | 0          | 4,27  | 0          | 4,87  | 0          | 9,11  | 1          | 5,66        | 0           | 6,95  | 0          | 6,28  | 0          |
| Ezker Batua-Berdeak (EB-B)                                    | —     | —          | —     | —          | —     | —          | 2,47  | 0          | —           | —           | —     | —          | —     | —          |
| Aralar                                                        | —     | —          | —     | —          | —     | —          | 21,71 | 2          | 22,17       | 2           | —     | —          | —     | —          |
| Eusko Alkartasuna (EA)                                        | —     | —          | —     | —          | —     | —          | 13,16 | 1          | Con PNV     | Con PNV     | 9,53  | 1          | 14,45 | 1          |
| Unidad Alavesa (UA)                                           | —     | —          | —     | —          | —     | —          | —     | —          | 0,12        | 0           | —     | —          | 5,57  | 0          |
| Euskal Herritarrok (EH)-Herri Batasuna (HB)                   | —     | —          | —     | —          | —     | —          | —     | —          | Ilegalizado | Ilegalizado | 20,96 | 2          | 15,52 | 1          |

### Organización territorial
| Concejo         | Nombre oficial                 | 2000 | 2005 | 2010 | 2015 | 2019 |
| --------------- | ------------------------------ | ---- | ---- | ---- | ---- | ---- |
| Arceniega       | Artziniega                     | 1201 | 1368 | 1685 | 1693 | 1695 |
| Campijo         | Campijo                        | 7    | 7    | 5    | 7    | 9    |
| Gordéliz        | Gordeliz                       | 26   | 24   | 33   | 41   | 36   |
| Mendieta        | Mendieta                       | 14   | 13   | 16   | 7    | 6    |
| Retes de Tudela | Retes de Tudela/Erretes Tudela | 35   | 34   | 31   | 30   | 26   |
| Santa Coloma    | Santa Koloma                   | 18   | 15   | 17   | 18   | 16   |
| Sojoguti        | Sojoguti/Soxoguti              | 37   | 38   | 31   | 33   | 33   |

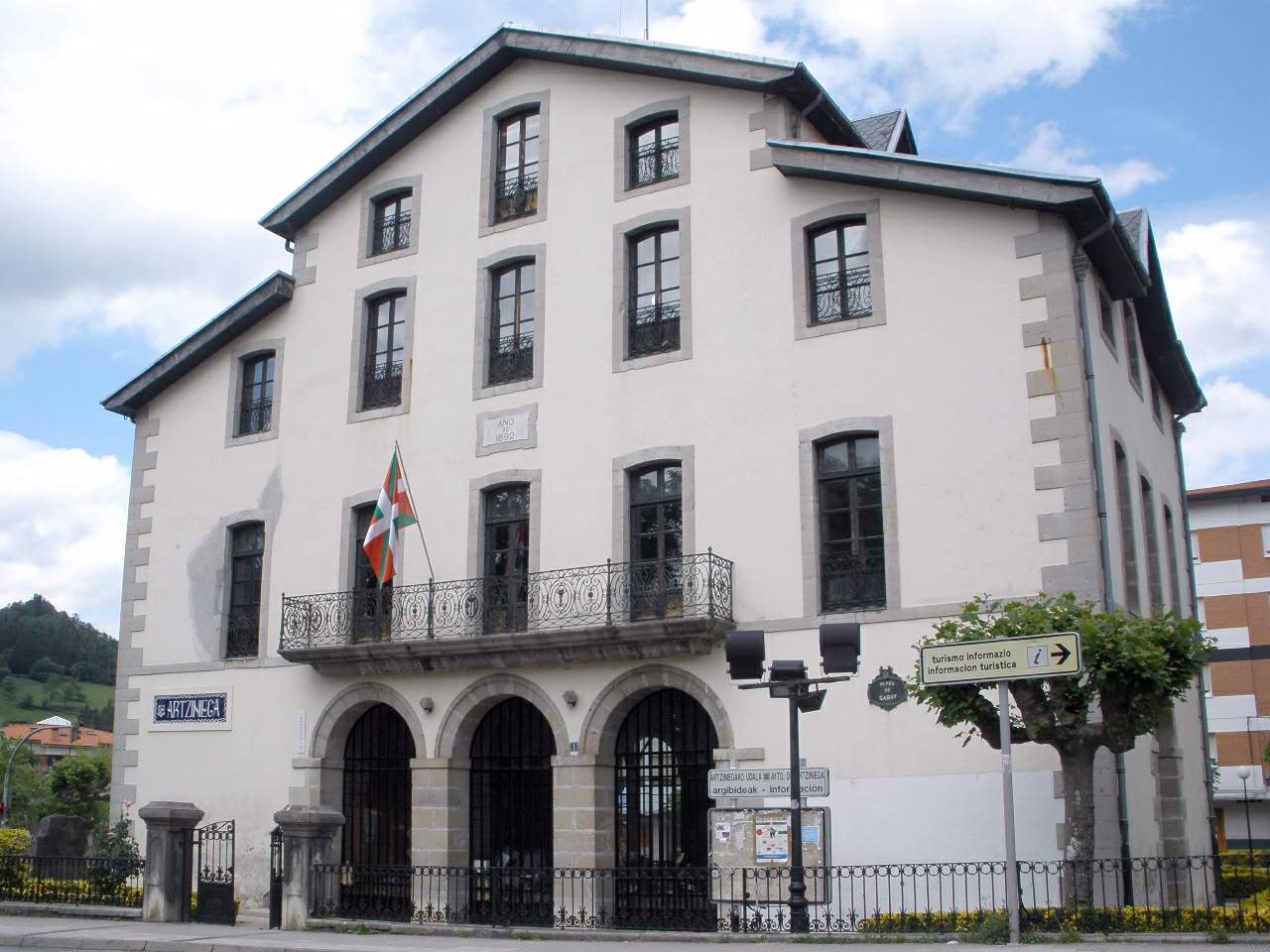
Ayuntamiento de Arceniega

Nota: Los datos de población corresponden al INE. Nomenclátor: Población del Padrón Continuo por Unidad Poblacional.

#### Pueblos y barrios
El municipio de Arceniega se compone de dos territorios históricamente bien diferenciados.

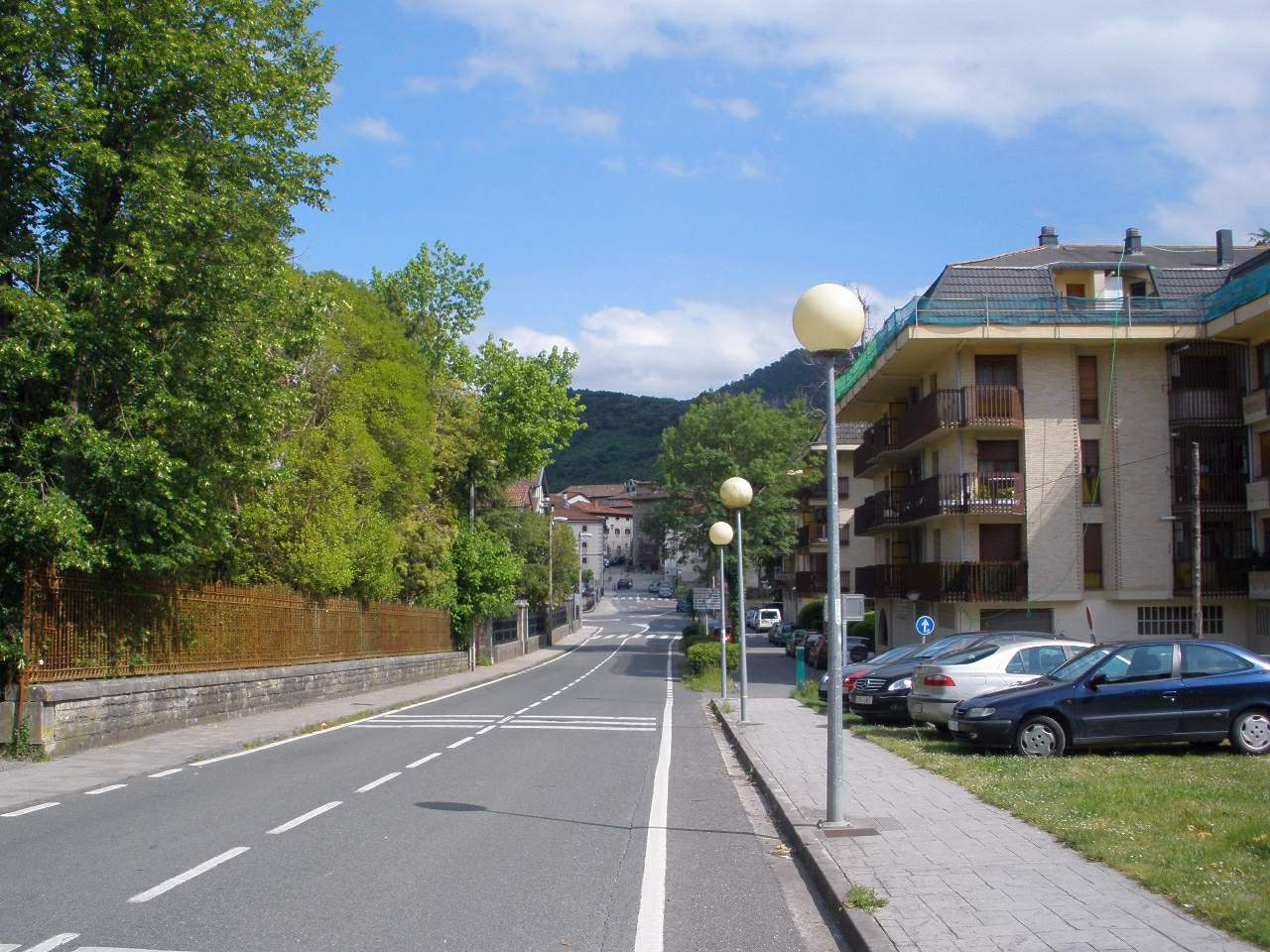
Aspecto urbano de Arceniega

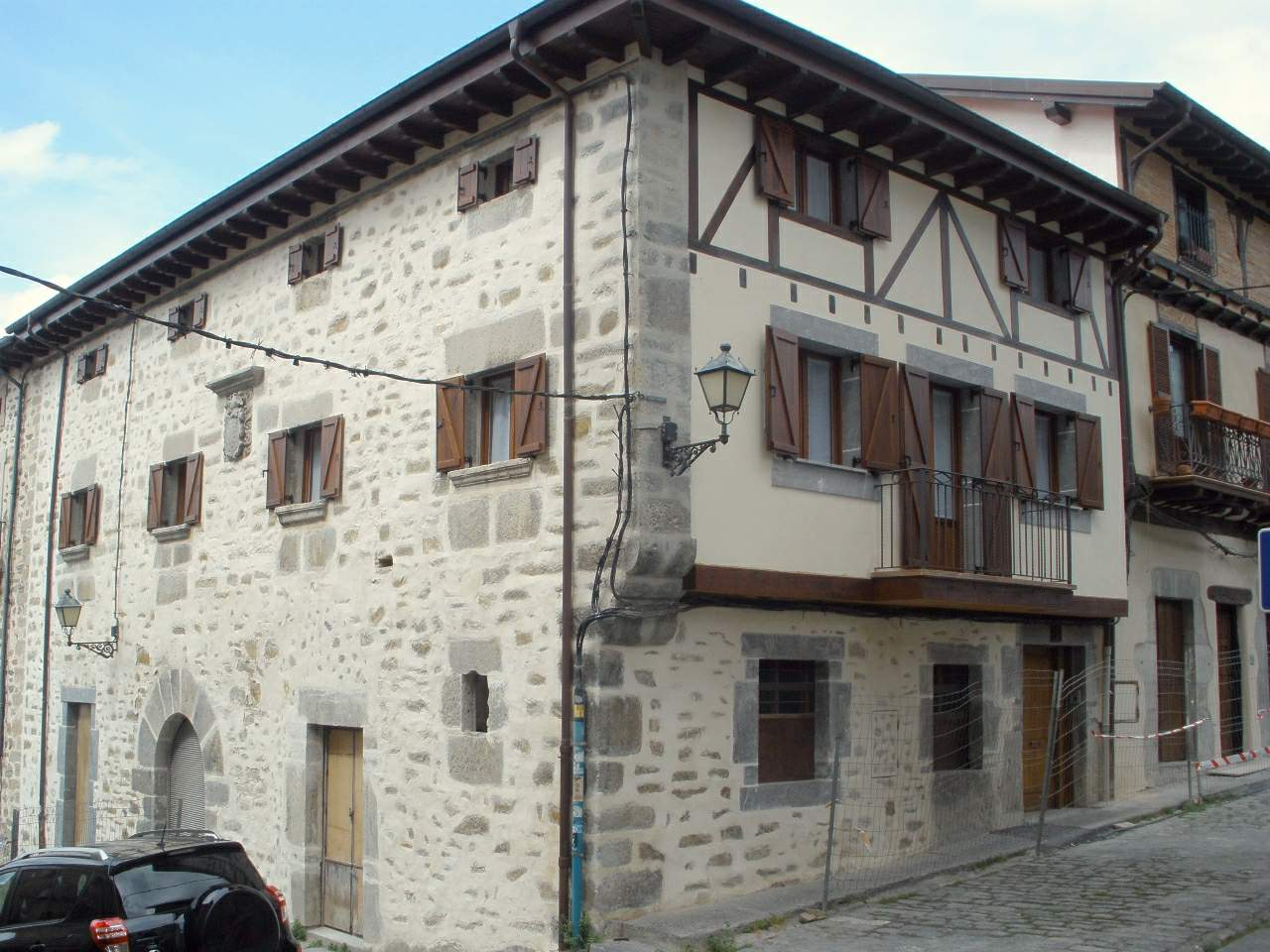
Aspecto urbano de Arceniega

- Por un lado, tenemos la propia Villa de Arceniega y las tierras adscritas a su circunscripción que ocupan las zonas cercanas, con los barrios o caseríos de Úreta, Barretaguren, Escarza, Hormaza, Barrachi (San Antonio), Venta, Gordéliz, Las Caserías, Las Campas y San Román, así como el lugar de Campijo, colindante con las tierras burgalesas de Áyega y que antaño se encontraba en pleno camino de Valmaseda.
- Por otro lado, nos encontramos una serie de pueblos adscritos al municipio de Arceniega en el año 1841 y que son Mendieta, Retes de Tudela, Santa Coloma y Soxoguti. Estos pueblos forman parte de la histórica Tierra de Ayala, rigiendo en ellos el fuero de Ayala, a diferencia de la Villa de Arceniega.

Las relaciones entre la Villa y los pueblos estuvieron históricamente reguladas por la llamada Junta de Ordunte, una institución que reunía a representantes de cada jurisdicción y que se encargaba de los asuntos comunes, como por ejemplo el aprovechamiento de los montes. La Junta de Ordunte era una institución soberana de origen medieval, que no tenía relación ni con la Villa de Arceniega ni con la Tierra de Ayala, y se reunía bajo la encina que existe junto al santuario. Hoy en día existe un monumento conmemorativo.
Las primeras ordenanzas de esta junta de Ordunte no se conservan, pero sí las de la remodelación hecha en el año 1623 siendo alcalde de Arceniega Diego de la Gamarra. Este tipo de juntas de origen medieval son abundantes en Vasconia como modo de organización básica; ahí tenemos por ejemplo muy cerca de Arceniega la propia junta de Saraube, o la Ruzabal, que comprendía los pueblos de la ciudad de Orduña o más lejanamente, la cofradía de Arriaga para la provincia de Álava.

## Servicios
Arceniega cuenta con instalaciones deportivas (piscinas, polideportivo, campo de fútbol...) y con los servicios sociales básicos: escuela pública de educación primaria Arteko Gure Ama, consultorio médico, biblioteca, casa de cultura y hogar del jubilado. Para atención educativa y sanitaria de mayor nivel se encuadra dentro de la cuadrilla de Ayala, así como para cuestiones de hacienda, por lo que los habitantes han de acudir a Amurrio o Llodio. Arceniega recibe la atención hospitalaria en el hospital de Cruces-Baracaldo.
En cuanto a transportes, existe una línea regular de Bizkaibus que conecta Arceniega con Bilbao a través de Sodupe cada hora, y otra hasta Vitoria con menor frecuencia. La proximidad con Bilbao (se encuentra solo a 27 km) y la facilidad de comunicación a través del corredor del Cadagua hace que histórica y actualmente sea la capital vizcaína el lugar de referencia para los habitantes de Arceniega, muchos de los cuales han llegado en los últimos años desde el Gran Bilbao.

## Cultura

### Patrimonio

#### Casco histórico
El conjunto histórico-monumental del núcleo medieval de la villa de Arceniega es uno de los mejor conservados del País Vasco. Mantiene su estructura original ubicada en un cerro y compuesta por tres calles paralelas unidas entre sí por dos cantones. La conservación casi perfecta de esta estructura es debida a que la villa no alcanzó la importancia con la que fue concebida. El espacio de intramuros se fue ocupando de manera paulatina, comenzando por la parte alta y la zona aneja a la parroquia de la Asunción (que ejercía como zona vertebradora) y extendiéndose hacia la calle de Enmedio. La parte baja del casco quedó en gran medida desocupada en los primeros siglos, lo que permitió que a partir del siglo XVIII se construyeran allí palacios y casonas de más entidad ocupando solares más amplios. En general, el caserío de mayor antigüedad se ubica en la parte alta y data del siglo XVI, pese a que la mayoría de ellos han sufrido reformas posteriores.
En cuanto a las murallas que rodearon la villa, debido a que en realidad no fueron demasiado necesarias, ya para el siglo XVII parece que carecían de entidad, y solo se conservaban zonas concretas, como por ejemplo las puertas, que hoy en día no existen, y de las que se cree que había dos, una en lo que se conoce como "Puerta de la Villa", y otra en el extremo oeste, dando a la zona de uso público denominada "Campo de Abajo". De la muralla en sí sólo quedan restos visibles en la parte baja de algunas casas de la parte baja del casco histórico, y en la parte alta, en el paseo que recoge el casco por detrás de la parroquia, siendo esta última zona la más visible del paseo de ronda.

#### Monumentos

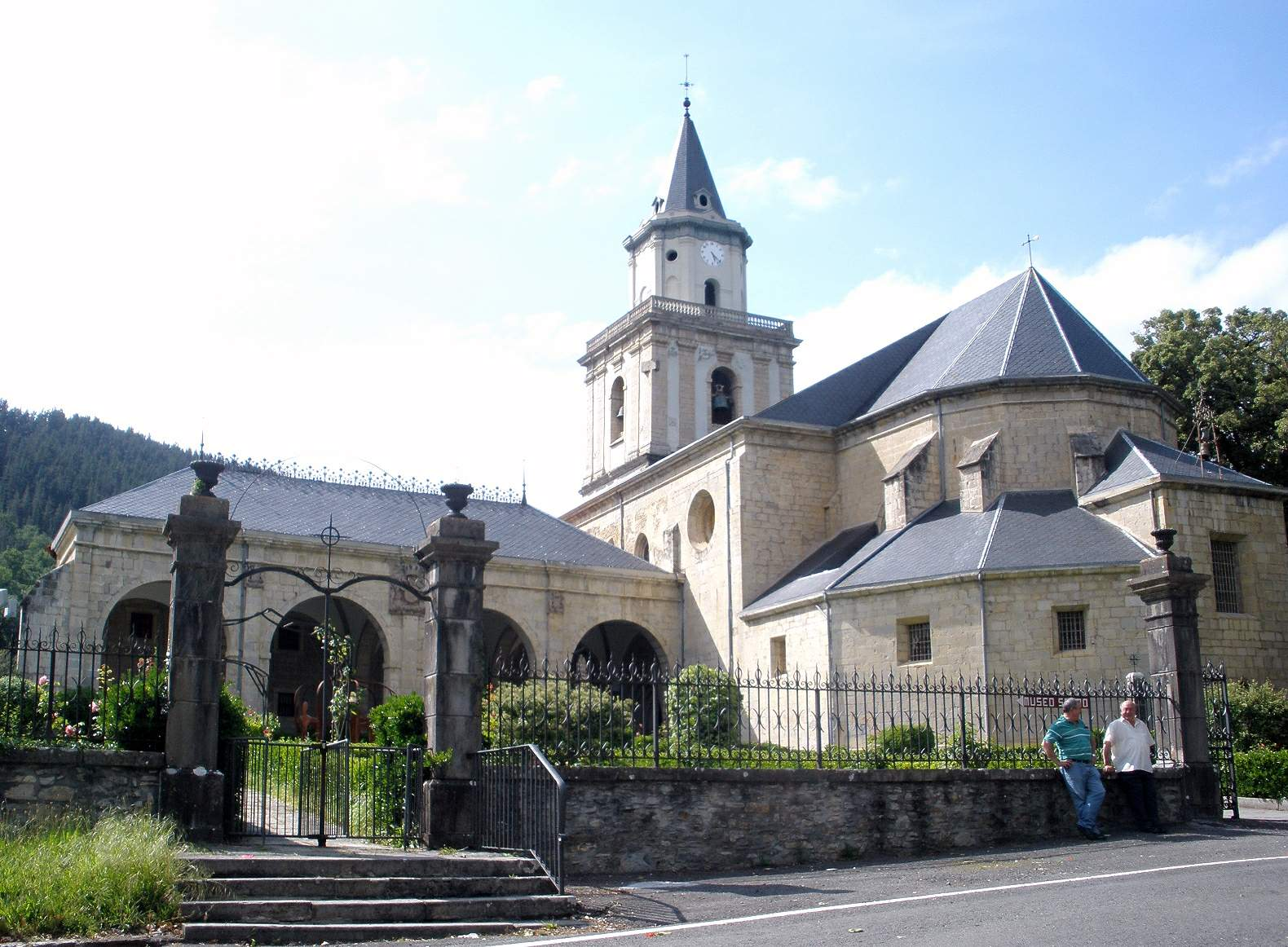
Santuario de Nuestra Señora de la Encina

- Iglesia parroquial de Nuestra Señora de la Asunción
- Santuario de Nuestra Señora de la Encina, que conserva un importante retablo[14]
- Convento de Nuestra Señora de los Remedios (MM Agustinas)
- Torre y palacio de Ortiz de Molinillo de Velasco
- Museo Etnográfico

### Lengua

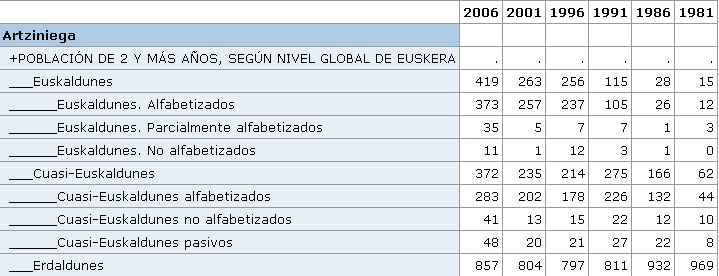
Usos de la lengua

Arceniega se ubicó durante largos siglos en la misma frontera entre tierras vascongadas y romanzadas, de modo que ambas lenguas coexistieron en este entorno geográfico desde finales de la Edad Media. Se atestigua una presencia mayor y más reciente del euskera en la propia Villa que en otros pueblos de la Junta de Ordunte (Retes de Tudela, Santa Coloma, Soxoguti...), tanto en la propia toponimia local como según los testimonios históricos. La desaparición del euskera se produjo probablemente en el siglo XVIII.
En los últimos años el conocimiento de la lengua vasca ha experimentado un aumento espectacular en el municipio de Arceniega, tanto en número de hablantes como en porcentaje, pasando de un escaso 2% de personas bilingües en 1981 a más de un 24% en 2006. Este avance se ha conseguido en gran medida gracias al sistema educativo, y el mayor porcentaje de bilingües se da entre las personas más jóvenes.

### Fiestas y celebraciones
El día 8 de septiembre se celebra la festividad de la Virgen de la Encina. El primer domingo de septiembre tenía lugar un mercado medieval que durante los últimos años ha adquirido gran fama. Ahora desde el año 2008, se celebrara en junio, este año (2009) concretamente el 28 de junio. Desde el año 2010 se celebró el último domingo de agosto para que no coincida con las fiestas populares.
Desde 2012 se celebra el tercer sábado de septiembre, tras la fiestas populares.

## Localidades hermanadas
- Bir Lehlu, Sáhara Occidental